# علی (فیلم)
علی (به انگلیسی: Ali) یک فیلم زندگینامه‌ای ورزشی درام آمریکایی محصول سال ۲۰۰۱ است که نگارش مشترک، تهیه‌کنندگی و کارگردانی آن را مایکل مان بر عهده داشته‌است. این فیلم بر ده سال از زندگی بوکسور محمد علی تمرکز دارد که نقش او را ویل اسمیت ایفا کرده‌است، از زمانی که در سال ۱۹۶۴ کمربند قهرمانی سنگین‌وزن را از سانی لیستون گرفت تا زمانی که در سال ۱۹۷۴ با پیروزی بر جورج فورمن در نبرد در جنگل، عنوان خود را بازپس گرفت.
پروژهٔ ساخت این فیلم از سال ۱۹۹۲ آغاز شد، زمانی که تهیه‌کننده پل آرداجی حق ساخت فیلم براساس زندگی محمد علی را خرید. او در پنجاهمین زادروز علی با وی دیدار کرد و او را متقاعد ساخت تا اجازهٔ ساخت فیلمی بر پایهٔ زندگینامه‌اش را بدهد. پیش از پایان مدت قرارداد، آرداجی با سونی پیکچرز قرارداد بست و همراه با جان پیترز تهیه‌کنندهٔ شریک پروژه شد. در فوریه ۲۰۰۰، اعلام شد که مایکل مان پس از نامزدی اسکار برای فیلم خبرچین، کارگردانی پروژه را به‌عهده گرفته‌است. فیلم‌برداری از ۱۱ ژانویهٔ ۲۰۰۱ در لس‌آنجلس با بودجه‌ای ۱۰۵ میلیون دلاری آغاز شد و در شهرهای نیویورک، شیکاگو، میامی و موزامبیک ادامه یافت.
علی با استقبال منتقدان روبه‌رو شد، اما از نظر فروش شکست تجاری خورد و تنها ۸۷ میلیون دلار فروخت، در حالی که هزینهٔ تولید آن حدود ۱۱۸ میلیون دلار بود. ویل اسمیت و جان وویت برای جایزه اسکار بهترین بازیگر نقش اول مرد و جایزه اسکار بهترین بازیگر نقش مکمل مرد نامزد شدند.

## داستان
پیش از اولین مسابقهٔ قهرمانی خود با قهرمان سنگین‌وزن سانی لیستون، کاسیوس کلی جونیور (نام پیشین محمد علی) او را تحریک می‌کند و در راندهای ابتدایی مسابقه، برتری می‌یابد. در میانهٔ مسابقه، از سوزش در چشمانش شکایت دارد (که تلویحاً به تقلب لیستون اشاره دارد) و می‌گوید قادر به ادامه نیست. مربی‌اش آنجلو داندی او را به ادامه ترغیب می‌کند. پس از بازیابی دید، کلی بار دیگر برتری می‌یابد و لیستون پیش از آغاز راند هفتم انصراف می‌دهد، و کلی به دومین قهرمان سنگین‌وزن جوان تاریخ پس از فلوید پترسون تبدیل می‌شود.
کلی زمانی را با مالکوم ایکس می‌گذراند و سپس به خانهٔ الیجا محمد، رهبر ملت اسلام دعوت می‌شود و نام «محمد علی» را دریافت می‌کند، امری که باعث نارضایتی پدرش، کاسیوس سینیور، می‌شود. علی با سونجی روی، خرگوش‌نمای سابق پلی‌بوی ازدواج می‌کند، هرچند او مسلمان نیست و به تفکیک جنسیتی پایبند نیست. علی به آفریقا می‌رود و با مالکوم ایکس دیدار می‌کند، اما بعداً به خواست الیجا محمد از او فاصله می‌گیرد. علی از ترور مالکوم ایکس اندوهگین می‌شود.
او پس از بازگشت به آمریکا، برای بار دوم با لیستون مبارزه کرده و او را در راند نخست ناک‌اوت می‌کند. او و سونجی پس از آنکه او با الزامات زنان مسلمان مخالفت می‌کند، طلاق می‌گیرند.
علی سپس از خدمت سربازی در جنگ ویتنام سر باز می‌زند و از او مجوز بوکس، گذرنامه و عنوان قهرمانی‌اش گرفته می‌شود و به پنج سال زندان محکوم می‌گردد. او پس از ازدواج با بلیندا بوید ۱۷ ساله و سه سال دوری از بوکس، با لغو محکومیتش در پرونده کلی علیه ایالات متحده بازمی‌گردد و در مسابقه بازگشت خود، جری کوآری را در سه راند با ناک‌اوت فنی شکست می‌دهد. علی برای بازپس‌گیری کمربند قهرمانی سنگین‌وزن با جو فریزر روبه‌رو می‌شود. در "مبارزه قرن"، فریزر عموماً دست بالا را دارد و با رای داوران برنده می‌شود، که نخستین شکست در کارنامهٔ علی است. فریزر سپس کمربند را به جورج فورمن واگذار می‌کند.
علی و فورمن برای مبارزه نبرد در جنگل به کینشاسا، زئیر (جمهوری دموکراتیک کنگو) می‌روند. علی در آن‌جا با ورونیکا پورشه آشنا می‌شود و با او رابطه برقرار می‌کند. پس از افشای این موضوع در روزنامه‌ها، همسرش بلینـدا به زئیر می‌رود تا با او روبه‌رو شود. علی می‌گوید مطمئن نیست که به ورونیکا عشق می‌ورزد یا نه، اما تمرکزش بر بازپس‌گیری کمربند قهرمانی است.
در بخش زیادی از مبارزه با فورمن، علی به طناب‌ها تکیه می‌دهد (استراتژی طناب‌چسب یا Rope-a-dope) تا فورمن خسته شود. سپس فورمن خسته را ناک‌اوت می‌کند و قهرمانی سنگین‌وزن را بازمی‌ستاند.

## بازیگران
- ویل اسمیت در نقش کاسیوس کلی جونیور / محمد علی
- جیمی فاکس در نقش درو باندینی براون – کمک‌مربی علی
- جان وویت در نقش هاوارد کاسل – خبرنگار
- ماریو ون پیبلز در نقش مالکوم ایکس – دوست علی و فعال حقوق مدنی
- ران سیلور در نقش آنجلو داندی – مربی علی
- جفری رایت در نقش هاوارد بینگهام – عکاس علی
- مایکلتی ویلیامسون در نقش دان کینگ – برگزارکننده مسابقه علی و فورمن
- جادا پینکت اسمیت در نقش سونجی روی – خرگوش‌نمای سابق پلی‌بوی
- نونا گی در نقش بلیندا بوید / خلیله علی – زنی که در کودکی از علی مصاحبه گرفت
- مایکل میشل در نقش ورونیکا پورشه – زنی که با دان کینگ همکاری داشت
- جو مورتون در نقش چانسی اسکریج – وکیل علی
- پال رودریگز در نقش دکتر فردی پاچکو – پزشک علی
- بروس مک‌گیل در نقش برادلی – مأمور دولتی
- بری شاباکا هنلی در نقش جابر هربرت محمد – مدیر برنامه علی و پسر الیجا محمد
- جانکارلو اسپوزیتو در نقش کاسیوس کلی سینیور – پدر علی
- لورنس میسن در نقش لوئیس ساریا
- لِوِر برتون در نقش مارتین لوتر کینگ جونیور – رهبر جنبش حقوق مدنی
- آلبرت هال در نقش الیجا محمد – رهبر ملت اسلام
- دیوید کیوبیت در نقش رابرت لیپ‌سایت – خبرنگار
- مایکل بنت در نقش سانی لیستون – قهرمان بوکس در آغاز فیلم
- رابرت سیل در نقش جری کوآری – یکی از حریفان علی
- جیمز تونی در نقش جو فریزر – یکی از حریفان علی
- چارلز شافورد در نقش جورج فورمن – یکی از حریفان علی
- دیوید هینز در نقش رودی کلی / رحمان علی – برادر علی
- لئون رابینسون در نقش برادر جو
- تد لواین در نقش جو اسمایلی – مأمور دولتی
- مالک بوئنز در نقش جوزف موبوتو – رئیس‌جمهور زئیر
- ویکتوریا دیلارد در نقش بتی شاباز – همسر مالکوم ایکس
- دیوید الیوت در نقش سم کوک – موسیقی‌دان
- برد گرین‌کوئیست در نقش مارلین توماس
- گراهام کلارک در نقش یک خبرنگار در زئیر

## تولید
پروژهٔ ساخت فیلم از اوایل دههٔ ۱۹۹۰ کلید خورد. در سال ۱۹۹۲، تهیه‌کننده پل آرداجی حقوق ساخت فیلم از زندگی محمد علی را خرید و در پنجاهمین سال تولد او موفق شد رضایت علی را برای ساخت فیلم جلب کند. آرداجی سپس قراردادی با شرکت سونی پیکچرز امضا کرد و جان پیترز نیز به‌عنوان شریک تولید‌کننده وارد پروژه شد. در فوریهٔ ۲۰۰۰، پس از نامزدی مایکل مان برای جایزهٔ اسکار کارگردانی فیلم «خبرچین»، رسماً به‌عنوان کارگردان «علی» انتخاب شد. فیلم‌برداری از ۱۱ ژانویهٔ ۲۰۰۱ در لس‌آنجلس آغاز شد؛ با بودجه‌ای حدود ۱۰۵ میلیون دلار که فیلم در لوکیشن‌هایی مانند نیویورک، شیکاگو، میامی و موزامبیک به‌تصویر کشیده شد.

## موسیقی
ترانه‌ها و موسیقی متن فیلم ترکیبی از آهنگ‌های زمانه علی و قطعات اوریجینال بودند. آهنگساز اصلی فیلم، موسیقی‌هایی حماسی و متناسب با فضای درام زندگی‌نامه‌ای را تولید کرد که به فضاسازی تاریخی و احساسی اثر کمک شایانی کردند.

## بازتاب‌ها و نقدها
با وجود استقبال مثبت منتقدان از جنبه‌های هنری و بازی ویل اسمیت، «علی» تجاری موفق عمل نکرد. فروش جهانی فیلم حدود ۸۷ میلیون دلار بود در حالی که هزینهٔ تولید آن به تقریبا ۱۱۸ میلیون دلار رسید. از نکات برجسته این فیلم می‌توان به نامزدی اسکار ویل اسمیت برای نقش اول مرد و جان وویت برای نقش مکمل مرد اشاره کرد.
منتقدان بازی قدرتمند اسمیت، کارگردانی مان و صحنه‌پردازی مبارزات درخشان را تحسین کردند، اما برخی نیز معتقد بودند فیلم با وجود کیفیت بالا، از نظر روایت و فرم، نتوانست ارتباط قدرتمندی با تماشاگر برقرار کند.

## جوایز و افتخارات
ویل اسمیت بخاطر ایفای این نقش نامزد دریافت جایزه اسکار بهترین بازیگر نقش اول مرد سال ۲۰۰۱ شد.